# Пол Сайпъл
Пол Сайпъл (на английски: Paul Siple) е американски изследовател, биолог, навигатор, географ, участник в шест експедиции в Антарктида.

## Произход и образование (1908 – 1928)
Роден е на 18 декември 1909 година в Монпелие, Охайо, САЩ. През 1926 завършва гимназия в Ери, Пенсилвания. По време на обучението си, а и след това, усилено се занимава със скаутска дейност. Завършва колеж в Пенсилвания, а по-късно и университета в Уорчестър, Масачузетс.

## Антарктически експедиции (1928 – 1956)

### Участие в експедициите на Ричард Бърд

#### Първа експедиция (1928 – 1930)
През 1928 – 1930 г. Сайпъл участва в първата антарктическа експедиция на Ричард Ивлин Бърд. Върху шелфовия ледник Рос е построен лагер наречен „Малката Америка“, от който различни отряди с кучешки впрягове и моторни шейни предприемат изследвания в различни направления.

#### Втора експедиция (1933 – 1935)
База на новата експедиция на Ричард Бърд отново става „Малката Америка“, разширена и оборудвана с усъвършенствани технически средства. В самостоятелен поход през пролетта (от 14 октомври до 30 декември) на 1934 г., Сайпъл с кучешки впрягове, между 79 – 81º ю.ш. и 130 – 140º з.д., открива платото Рокфелер, ледения залив Преструд (80 – 81º ю.ш., 145 – 150º з.д.) и „острова-възвишение“ Рузвелт (79°20′ ю. ш. 162°00′ з. д. / 79.333333° ю. ш. 162° з. д.).
По време на похода са извършени метеорологични и магнитни наблюдения, събрани са геоложки образци и биоложки колекции. Недалеч от залива Зулцбергер е открит конус на угаснал вулкан.

#### Трета експедиция (1939 – 1941)
През 1939 – 1941 г. Сайпъл участва в третата антарктическа експедиция на Ричард Бърд, който разделя експедицията на два отряда: западен (33 души, началник Пол Сайпъл) с база „Малката Америка“ и източен отряд (начело с Бърд), на който трябва да се избере място за база на 3000 km на изток.
До началото на зимата западния отряд провежда аерофотозаснемане на части от Земя Мери Бърд и района покрай планинската верига Куин Мод, от ледника Бирдмор на запад до гигантския ледник Шакълтън на изток. В този район е открит и ледника Уейд (84°40′ ю. ш. 175°00′ з. д.).
През декември 1939 г. на 129º з.д. Сайпъл открива залива Ригли, а на изток от него остров Сайпъл с връх Сайпъл (3100 м, 73°26′ ю. ш. 126°40′ з. д. / 73.433333° ю. ш. 126.666667° з. д.). В началото на 1940 г., във вътрешността, на 126º з.д., открива планината Екзюктив Комити (100 км, 4181 м).

#### Четвърта експедиция – операция „Хайджамп“ (1946 – 1947)
През 1946 – 1947 г. участва като научен ръководител в четвъртата антарктическа експедиция на Бърд, т.нар. операция „Хайджамп“ (Highjump). Тя е най-голямата антарктическа експедиция дотогава. В нея участват самолетоносач, тринадесет товарни кораба, шест хеликоптера, шест плаващи лодки, два хидроплана и петнадесет самолета. Общият брой на персонала е над 4700 души, в т.ч. научни работници, инженери, военни специалисти.
Резултатът от експедицията е детайлното картиране на бреговите линии на Западна и Източна Антарктида на протежение 1000 и 2700 km съответно. Извършени са 64 полета, които извършват аерофотозаснемане на около 18 хил. km от крайбрежието на континента, което представлява около 60% от дължината на бреговата линия на Антарктида. В крайна сметка очертанията на „ледения“ континент придобиват тази форма, която се изобразява и на съвременните карти.

### Експедиция „Дип Фрийз I“ (1955 – 1956)
През 1955 – 1956 г. участва като научен ръководител в американската антарктическа експедиция „Дип Фрийз I“ (Deep Freeze I).

## Следващи години (1956 – 1968)
През лятото (ноември – март) на 1956 – 1957 г. е първия научен ръководител на американската станция „Амундсен-Скот“ на Южния полюс в състав от 9 научни работници и 9 души спомагателен персонал. През 1958 г., за големи заслуги по изследването на Антарктида, е награден със златен медал на Националното географско дружество на САЩ.
От 1963 до 1966 г. е първия научен аташе към посолствата на САЩ в Австралия и Нова Зеландия.
Умира на 25 ноември 1968 година в Арлингтън, Вирджиния, на 59-годишна възраст.

## Памет
Неговото име носят:
- бряг Сайпъл (82° ю. ш. 155° з. д. / 82° ю. ш. 155° з. д.), в Антарктида;
- връх Сайпъл (73°26′ ю. ш. 126°40′ з. д. / 73.433333° ю. ш. 126.666667° з. д., 3100 м), в Антарктида, Земя Мери Бърд;
- остров Сайпъл (73°51′ ю. ш. 125°50′ з. д. / 73.85° ю. ш. 125.833333° з. д.), в южната част на Тихия океан, край брега на Антарктида;
- полярна станция Сайпъл (75°55′ ю. ш. 83°55′ з. д. / 75.916667° ю. ш. 83.916667° з. д.), американска полярна станция в Антарктида, Земя Елсуърт, действала в периода 1973 – 1980 г.;
- хребет Сайпъл (77°56′ ю. ш. 160°08′ и. д. / 77.933333° ю. ш. 160.133333° и. д., 2570 м), в Антарктида, Земя Виктория.